# Jiří Anděl (politik)
Jiří Anděl (* 13. února 1958 Rumburk) je český politik, ekonom a agronom, v letech 2016 až 2020 a opět od roku 2024 zastupitel Ústeckého kraje, od roku 2020 primátor města Děčín, předtím v letech 2014 až 2020 náměstek primátora, člen hnutí ANO.

## Život
Původním povoláním je agronom – rostlinolékař. Absolvoval Agronomickou fakultu Vysoké školy zemědělské v Praze (dnešní ČZU v Praze), kde získal titul Ing. a později i kandidáta věd (CSc.).
Od roku 1993 se věnuje financím, vzdělání v tomto oboru si doplnil na Univerzitě Jana Evangelisty Purkyně v Ústí nad Labem, v kurzech Vysoké školy ekonomické v Praze a na tehdejším Bankovním institutu vysoke škole v Praze. Obecním financím se věnuje od roku 2006, do roku 2014 zastával funkci vedoucího finančního odboru na radnici v Novém Boru. Vyučoval mimo jiné také na vysokých školách. V letech 2015 až 2019 byl rovněž členem dozorčí rady akciové společnosti Technické služby Děčín.
Jiří Anděl žije ve městě Děčín, konkrétně v části Nové Město. Má dvě děti – syna a dceru. Je milovníkem starých vozidel, vlastní dvě historické Jawy a Tatru 613. Rád cestuje a sportuje, hraje na housle a kytaru.

## Politické působení
V komunálních volbách v roce 2014 byl zvolen jako nestraník za hnutí ANO 2011 zastupitelem města Děčín. Následně vznikla koalice ANO 2011, Volby pro město a volební koalice ODS a Pro sport a zdraví a v ní se v listopadu stal 2. náměstkem primátorky města. Ve volbách v roce 2018 mandát zastupitele města obhájil, opět jako nestraník za hnutí ANO 2011. V listopadu se na koaliční spolupráci dohodly ANO 2011, Náš Děčín a ČSSD a Anděl se opět stal náměstkem primátora pro finance, ekonomiku a majetek. Koalice se rozpadla v červnu 2020 a Anděl byl i s dalšími členy vedení města z funkce odvolán. Po dlouhém vyjednávání se nicméně 12. listopadu 2020 stal novým primátorem města v koalici s Piráty, ODS, Změnou pro Děčín a Volbou pro Děčín.
V krajských volbách v roce 2016 byl zvolen jako nestraník za hnutí ANO 2011 zastupitelem Ústeckého kraje. Ve volbách v roce 2020 post obhajoval, opět jako nestraník za hnutí ANO 2011. Tentokrát však neuspěl, stal se pouze třetím náhradníkem. V krajských volbách v roce 2024 mandát zastupitele opět získal.
Ve volbách do Senátu PČR v roce 2020 kandidoval jako nestraník za hnutí ANO 2011 v obvodu č. 33 – Děčín. Získal 19,14 % hlasů a skončil na 2. místě. Vzhledem k tomu, že byl však senátorem zvolen již v prvním kole Zbyněk Linhart (52,77 %), tak se druhé kolo v tomto obvodu nekonalo.
Později vstoupil do hnutí hnutí ANO 2011. V komunálních volbách v roce 2022 za něj obhájil z pozice lídra kandidátky mandát děčínského zastupitele. Ve druhé polovině října 2022 byl opět zvolen primátorem města, když jeho vítězné hnutí ANO uzavřelo koalici s hnutím SPD.
Ve sněmovních volbách v roce 2025 kandiduje na 19. místě kandidátní listiny hnutí ANO v Ústeckém kraji.